# Aarbergen
Aarbergen è un comune tedesco di 6 374 abitanti situato nel land dell'Assia.